# デニス・チャベス
ディオニシオ・"デニス"・チャベス（英:Dionisio "Dennis" Chavez、1888年4月8日-1962年11月18日）は、アメリカ合衆国ニューメキシコ州出身の民主党政治家であり、ニューメキシコ州選出のアメリカ合衆国下院議員と上院議員（1935年-1962年）を務めた。

## 初期の経歴
チャベスはニューメキシコ準州バレンシア郡ロス・チャベスで生まれた。両親のデイビッドとパス・チャベスは何代にもわたってロス・チャベスに住んだ家系の出身だった。1895年、父のデイビッド・チャベスはアルバカーキのバレラス地区に家族ごと移転し、デニスは学校に入ったが、財政的な破綻のために働く必要が生じた。最初の仕事はハイランド食料品店に食料品を配達することだった。その後夜間に工学と測量を学び、数年間アルバカーキ市のために技師として働いた。
1911年、チャベスはニューメキシコで著名な家庭の一員であるイメルダ・エスピオノーザと結婚した。1914年、チャベス夫妻はベレンに移転した。チャベスは1916年まで短期間ベレンの週刊新聞の編集者、法廷通訳および民間契約者として働き、その後アメリカ合衆国上院議員アンドリアス・A・ジョーンズの選挙運動でスペイン語通訳として一時的な職を手に入れた。1917年、ジョーンズ上院議員からワシントンD.C.の上院で書記官補の役職を提供された。チャベスはこの職を引き受けてから、ジョージタウン大学ローセンターの特別入学試験に通り、夜間に法律を勉強した。大学を1920年に卒業し、アルバカーキに戻って法律実務を開始した。

## 政歴
1922年、チャベスはニューメキシコ州下院議員に選ばれたが、2期目は求めなかった。1930年、民主党員としてアメリカ合衆国下院で州に1つしか割り当てられていない議員に当選し、1932年にも再選された。チャベスはインディアン問題下院委員会の委員長を務めた。

## 上院議員
1934年、チャベスはニューメキシコ州選出のアメリカ合衆国上院議員について民主党の候補者となり、6年間任期の上院議員に選ばれたことでは初めてのヒスパニックとなった（オクタビアーノ・ララゾーロが上院議員に選ばれた初のヒスパニック系だったが、任期の残っていた議席の残り期間を埋めただけだった）。チャベスは1940年、1946年、1952年および1958年にも再選され、死去した1962年まで務めた。

## 死
チャベスは1962年11月18日にワシントンD.C.で死に、アルバカーキのマウントカルバリー墓地に埋葬された。アメリカ合衆国議会は弔意を捧げるために黙祷し、当時の副大統領リンドン・ジョンソンが葬儀で挨拶した。その死ぬ前には上院でも4番目の古参議員になっていた。

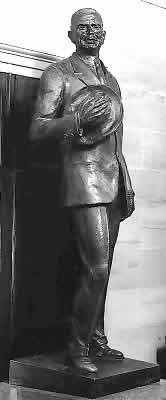
アメリカ合衆国議会議事堂の国立彫像ホール・コレクションに収められているチャベスの銅像。彫刻家フェリックス・W・ド・ウェルドンが制作した。

## 遺産
チャベスはアメリカ合衆国上院議員に初めて選ばれた生粋のヒスパニック系アメリカ人であり、上院の歴史の中でも2人目だった。上院では少数派の政治家だった。またニューメキシコ州生まれで初めて上院議員になった者でもあった。ヒスパニック系上院議員としてその在籍期間でも断トツである。1966年、ニューメキシコ州はワシントンD.C.アメリカ合衆国議会議事堂の国立彫像ホール・コレクションに州から寄贈する2体の彫像の1つとしてチャベスの銅像を寄贈した（もう1体は2005年に寄贈されたポペの大理石像）。
孫娘グロリア・トリスターニも公的役職に就き、1996年にはニューメキシコ州民間企業委員会の委員長、また1997年から2001年には連邦通信委員会の委員、2002年にはニューメキシコ州選出のアメリカ合衆国上院議員民主党候補になった。